# 2006년 CONCACAF 여자 골드컵
2006년 CONCACAF 여자 골드컵(2006 CONCACAF Women's Gold Cup)은 2006년 11월 19일부터 11월 26일까지 미국에서 열린 7번째 CONCACAF 여자 축구 선수권 대회이다.
이 대회는 2007년 FIFA 여자 월드컵의 북중미카리브 지역 예선을 겸하였다. 우승을 차지한 미국, 준우승을 차지한 캐나다가 FIFA 여자 월드컵 본선에 직행했다. 3위를 차지한 멕시코는 2006년 AFC 여자 아시안컵 4위 팀과의 대륙간 플레이오프에 진출했다.

## 참가 팀
다음 2개국이 본선에 직행했다.
- 미국
- 캐나다

다음 2개국이 북아메리카-중앙아메리카 지역 예선을 통해 본선에 진출했다.
- 멕시코
- 파나마

다음 2개국이 카리브 해 지역 예선을 통해 본선에 진출했다.
- 자메이카
- 트리니다드 토바고

## 결선 토너먼트

### 1라운드
| 자메이카 | 2 – 0 | 파나마 |
| -------- | ----- | ------ |
|          |       |        |

| 멕시코 | 3 – 0 | 트리니다드 토바고 |
| ------ | ----- | ----------------- |
|        |       |                   |

|  | 준결승전         | 준결승전   |                  |   | 결승전 | 결승전 |
|  |                  |            |                  |   |        |        |
|  | 11월 22일 - 카슨 |            |                  |   |        |        |
|  |                  |            |                  |   |        |        |
|  | 캐나다           | 4          |                  |   |        |        |
|  | 캐나다           | 4          | 11월 26일 - 카슨 |   |        |        |
|  | 자메이카         | 0          |                  |   |        |        |
|  | 자메이카         | 0          | 캐나다           | 1 |        |        |
|  | 11월 22일 - 카슨 |            | 캐나다           | 1 |        |        |
|  |                  | 미국 (AET) | 2                |   |        |        |
|  | 미국             | 미국 (AET) | 2                | 2 |        |        |
|  | 미국             |            |                  | 2 |        |        |
|  | 멕시코           | 0          |                  |   |        |        |
|  | 멕시코           | 0          |                  |   |        |        |

### 준결승전
| 캐나다 | 4 – 0 | 자메이카 |
| ------ | ----- | -------- |
|        |       |          |

| 미국 | 2 – 0 | 멕시코 |
| ---- | ----- | ------ |
|      |       |        |

### 3·4위전
| 자메이카 | 0 – 3 | 멕시코 |
| -------- | ----- | ------ |
|          |       |        |

### 결승전
| 캐나다 | 1 – 2 (연장) | 미국 |
| ------ | ------------ | ---- |
|        |              |      |

## 우승
| 2006년 CONCACAF 여자 골드컵 |
| --------------------------- |
| 미국 6번째 우승             |